# Rapanea lanceolata
Rapanea lanceolata là một loài thực vật có hoa trong họ Anh thảo. Loài này được (Pancher & Sebert) Mez miêu tả khoa học đầu tiên năm 1902.